# Taka-c
taka-c（たかしぃ、3月2日 - ）は、日本の男性声優。大阪府出身。ブラッシュアップ・ワン所属。以前は81プロデュースに所属し、久保田 隆（くぼた たかし）の名義で活動していた。

## 人物
方言は大阪弁。
趣味はギター、ゲーム。特技は歌。

## 出演

### テレビアニメ
2000年
- だぁ!だぁ!だぁ!（おじいさん）
- グラビテーション（カメラマン、レポーターたち）
- はじめの一歩（なんば拳闘会練習生）

2003年
- 犬夜叉（里人、弟子）
- おねがい☆ツインズ（男子生徒）
- クロノクルセイド（駅員B、消防士、部下B）
- フルメタル・パニック? ふもっふ（写真部員A、陣高ラグビー部員C、ヤンキーC）

2004年
- 花右京メイド隊 La Verite（コマケ客）
- ケロロ軍曹（アシスタント）
- 砂ぼうず（傭兵）
- RAGNAROK THE ANIMATION（ゴブリン3、山賊E）

2005年
- ふしぎ星の☆ふたご姫（2005年 - 2006年、ラウ、技師、司会、アリストテレス、副部長、焼却炉の職員、コック） - 2シリーズ

2006年
- 地獄少女 二籠（アベック男）
- D.Gray-man（アクマ）
- 流星のロックマン（サテラポリス、技官）

2007年
- Over Drive（観客）

### ゲーム
- ユーディーのアトリエ 〜グラムナートの錬金術士〜（2002年、コンラッド・イオ[3]）
- コロッケ!2 闇のバンクとバン女王（2003年、バジル）
- ユーディーのアトリエ 〜グラムナートの錬金術士〜 囚われの守人（2010年、コンラッド・イオ）
- みんゴル（2017年、男性ボイス）
- ステラナイトレコーズ（2020年、朝霧音央）
- ダイイングライト2 ステイヒューマン（2022年、スタッチ）
- 下町ドリーム-心に染みる人情物語（2023年、多屋健三、鼓鉢辰雄、紙芝太一、横永エンタン）
- スカイフォートレス-オデッセイ（2023年、サディ）

### BLCD
- きみには勝てない!（生徒A）

### 歌
- 太鼓の達人「三瀬川乱舞」「愛と浄罪の森」

### シリーズ一覧
1. ↑  『ふしぎ星の☆ふたご姫』（2005年 - 2006年）、『ふしぎ星の☆ふたご姫 Gyu!』（2006年）